# Mariëtte
Mariëtte ist ein weiblicher Vorname.

## Herkunft und Varianten
Der Name ist die niederländische Verkleinerungsform von Maria.
Weitere niederländische Varianten sind Jet und Jette.

## Bekannte Namensträgerinnen
- Mariëtte Hattingh (* 1965), südafrikanische Duathletin und Triathletin